# Ophrys bombyle
Ophrys bombylifora
Espèce
Statut de conservation UICN

LC : Préoccupation mineure
L’Ophrys bombyle (Ophrys bombyliflora) est une espèce d'orchidées terrestre d'aire méditerranéenne, appartenant au genre Ophrys L. 1753 et au groupe Ophrys tenthredinifera.

## Étymologie
Du grec βομβυλιός - bombulios, "insecte bourdonnant, bourdon" et du latin flos (fleur), se référant à la forme du labelle. Contrairement à ce qui est souvent écrit, le mot ne vient pas de βόμβυξ - bombux, "ver à soie, soie". La fleur ressemble à un bombyle (Bombylius, sorte de mouche), et le nom français doit être ophrys bombyle.

## Description

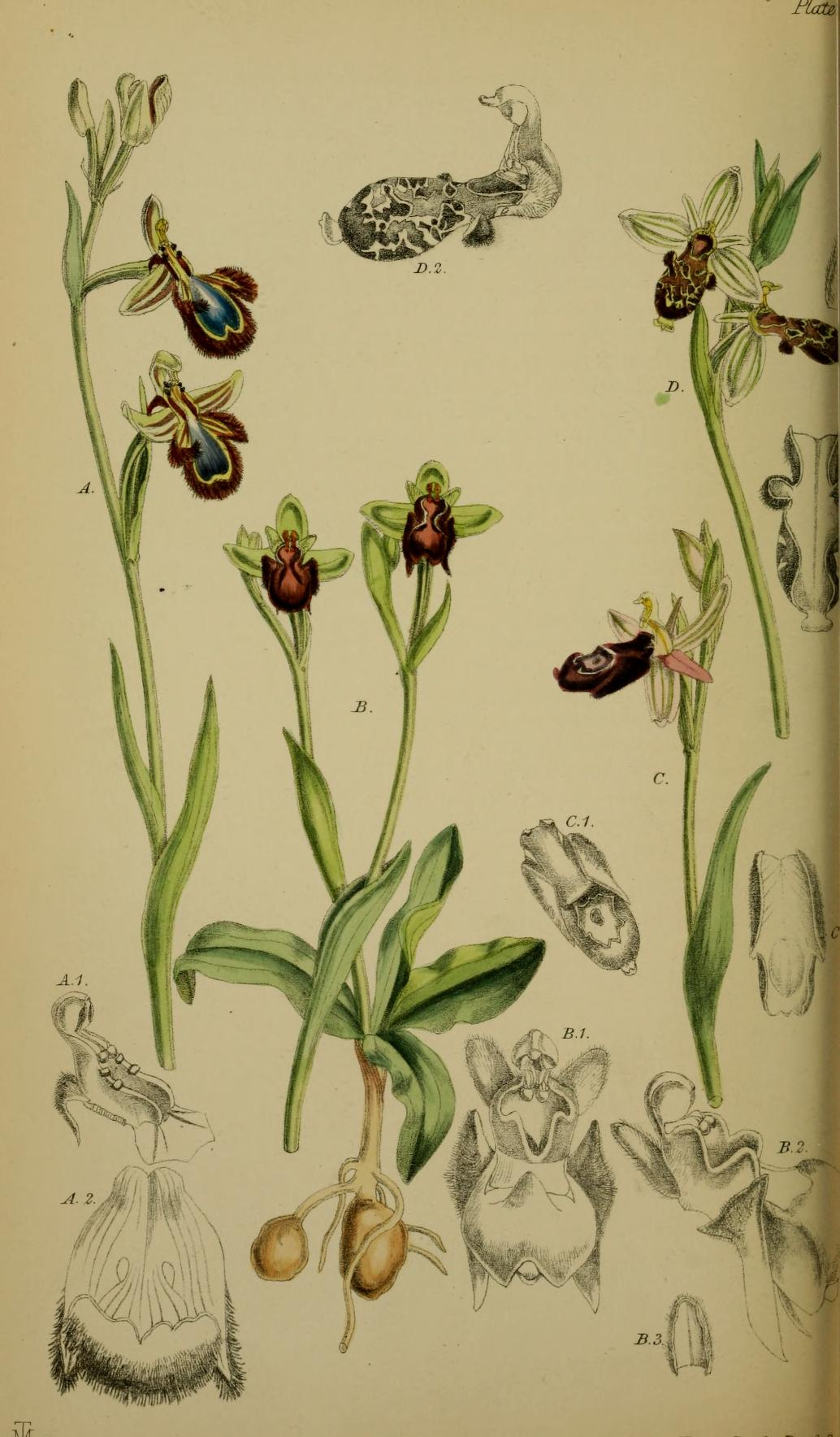
Flora of Mentone, Planche illustrative n° 72, 1871 : Ophrys speculum, O. bombyliflora, O. bertolonii et O. philippi (de g. à d.)

Plante : 10-30 cm, d'aspect assez robuste, à inflorescence plutôt lâche.
Feuilles : 5 à 8, basilaires et caulinaires, vert mat.
Fleurs : petites, au nombre de 2 à 4. Périanthe à larges sépales verts et à pétales courts et ciliés, passant du vert (au sommet) au brun (à la base, élargie). Petit labelle trilobé et bombé (brun-pourpre) et à macules centrales peu marquées (brun clair à bleuâtre), à fortes gibbosités velues, avec appendice replié vers l'arrière. Gynostème court (arrondi au sommet) à loges polliniques rougeâtres.
Bractées : plus courtes que les ovaires.

## Floraison
Mars à mai.

## Habitat
Pelouses et garrigues de faible altitude, sur substrat alcalin. Colonies parfois importantes en raison de la multiplication végétative.

## Répartition
Aire méditerranéenne, des Îles Canaries à l'ouest jusqu'à Rhodes à l'est. Très rare en France continentale (en limite d'aire) : Aude, Hérault, Var, Alpes-Maritimes. Assez rare en Corse. Présente en Afrique du Nord, notamment en Algérie.

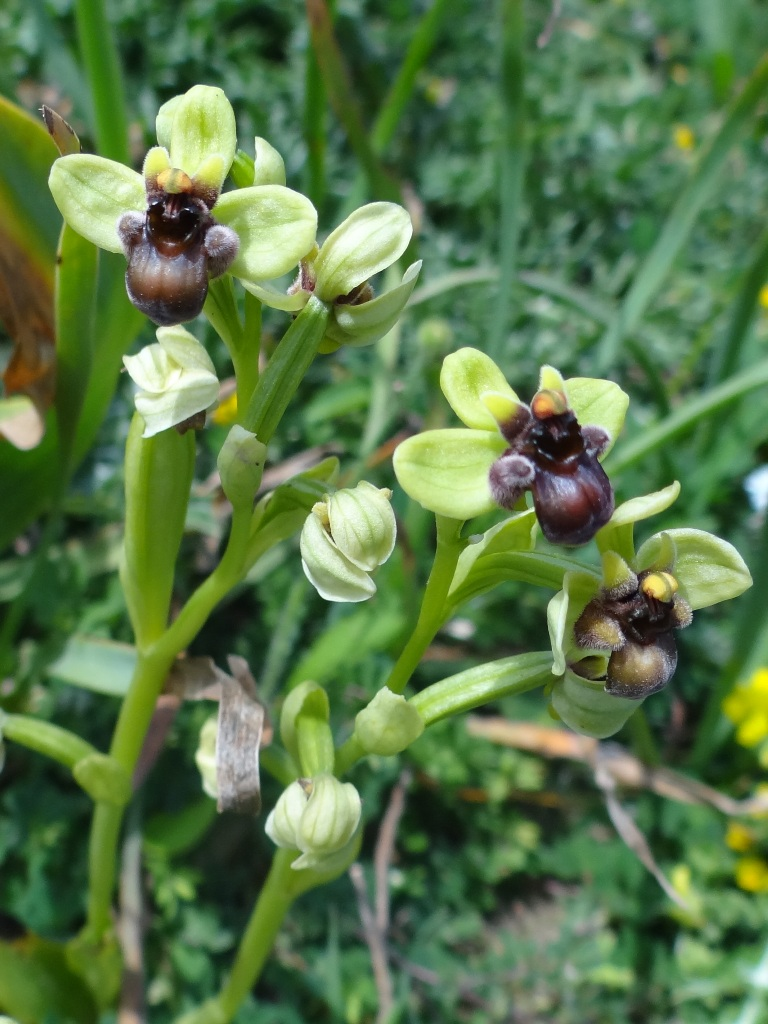
Ophrys bombyle. Ophrys bombyliflora

## Menace et Protection
L'Ophrys bombyle est une espèce menacée :
- Protégée en France sur le plan national, se trouvant à ce titre sur la liste des espèces végétales protégées sur l'ensemble du territoire français métropolitain (rubrique Monocotylédones) ;
- Mentionnée sur la liste rouge de l'UICN (VU - Vulnérable).